# ژرس

ژرس (به فرانسوی: Gers) سی و دومین شهرستان فرانسه است. شهرستان ژرس در جنوب غربی این کشور قرار دارد. این شهرستان در استان نوول آکیتِن و فرمانداری آن در شهر اُش است.
مساحت این شهرستان  ۶٬۲۵۷  کیلومتر مربع و جمعیت آن ۱۷۲٬۳۳۵ نفر است. این شهرستان در خلال انقلاب فرانسه بر پا گردید. نام ژرس از رود ژرس گرفته شده‌است.

## نگارخانه

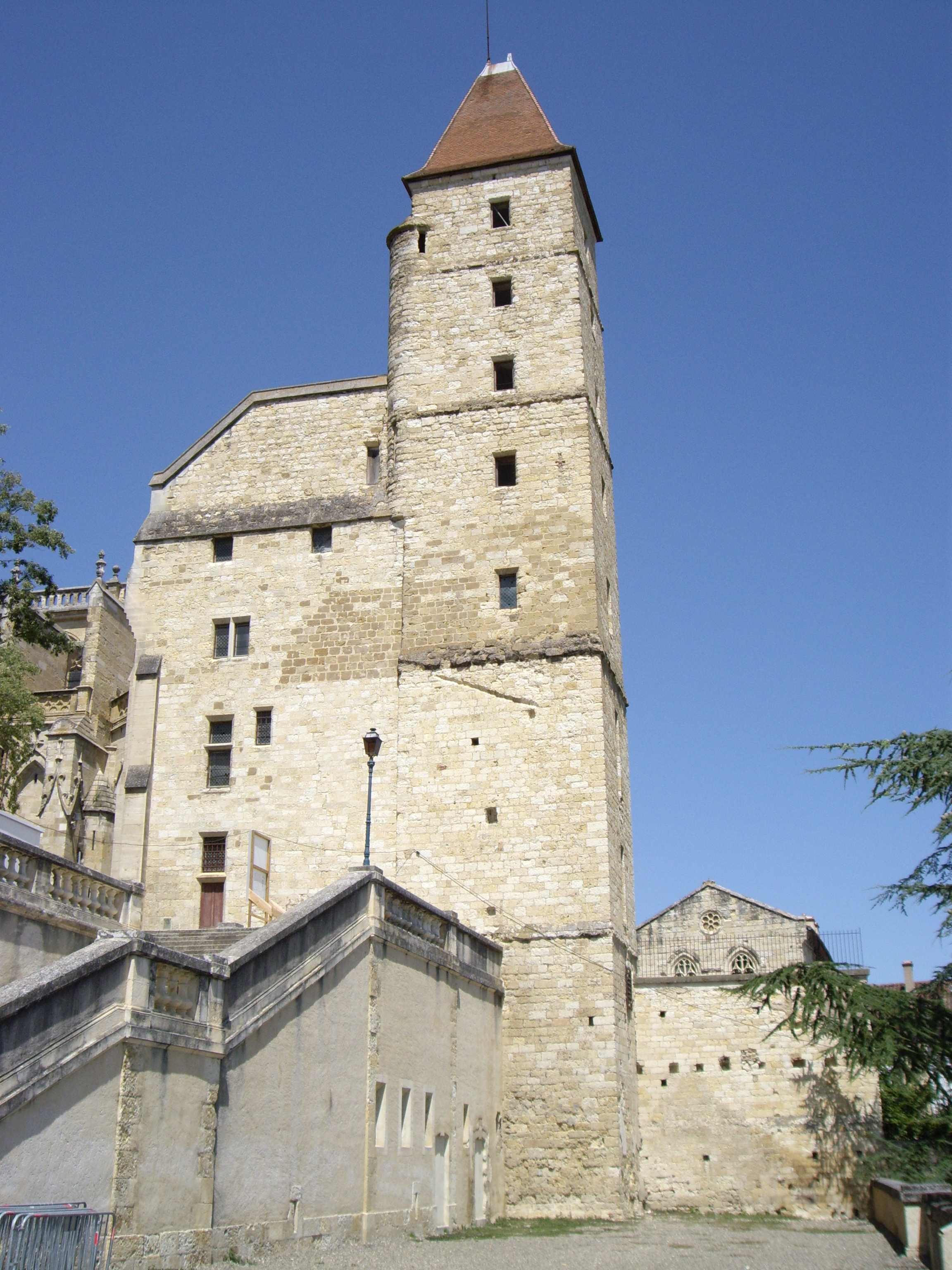
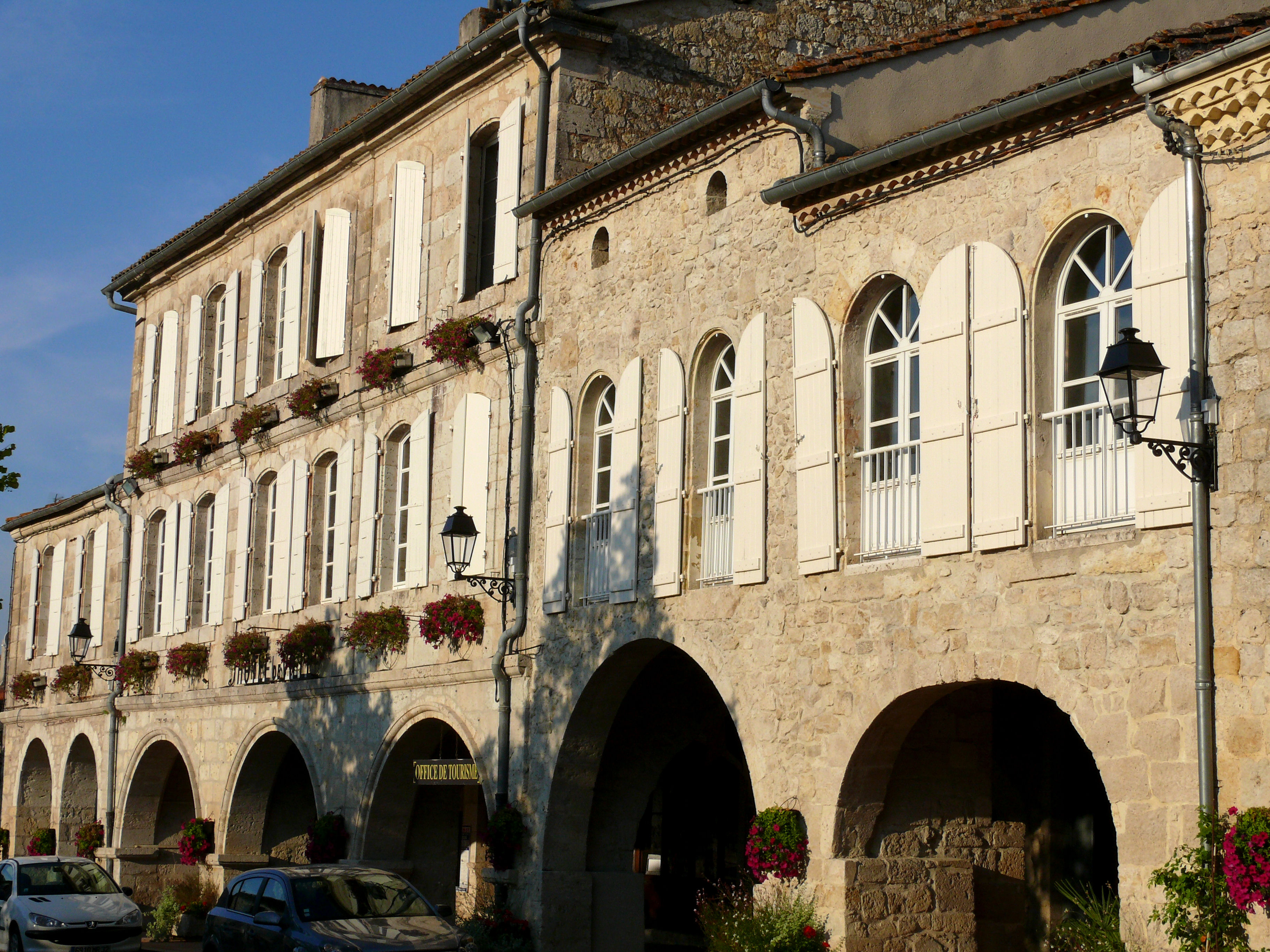
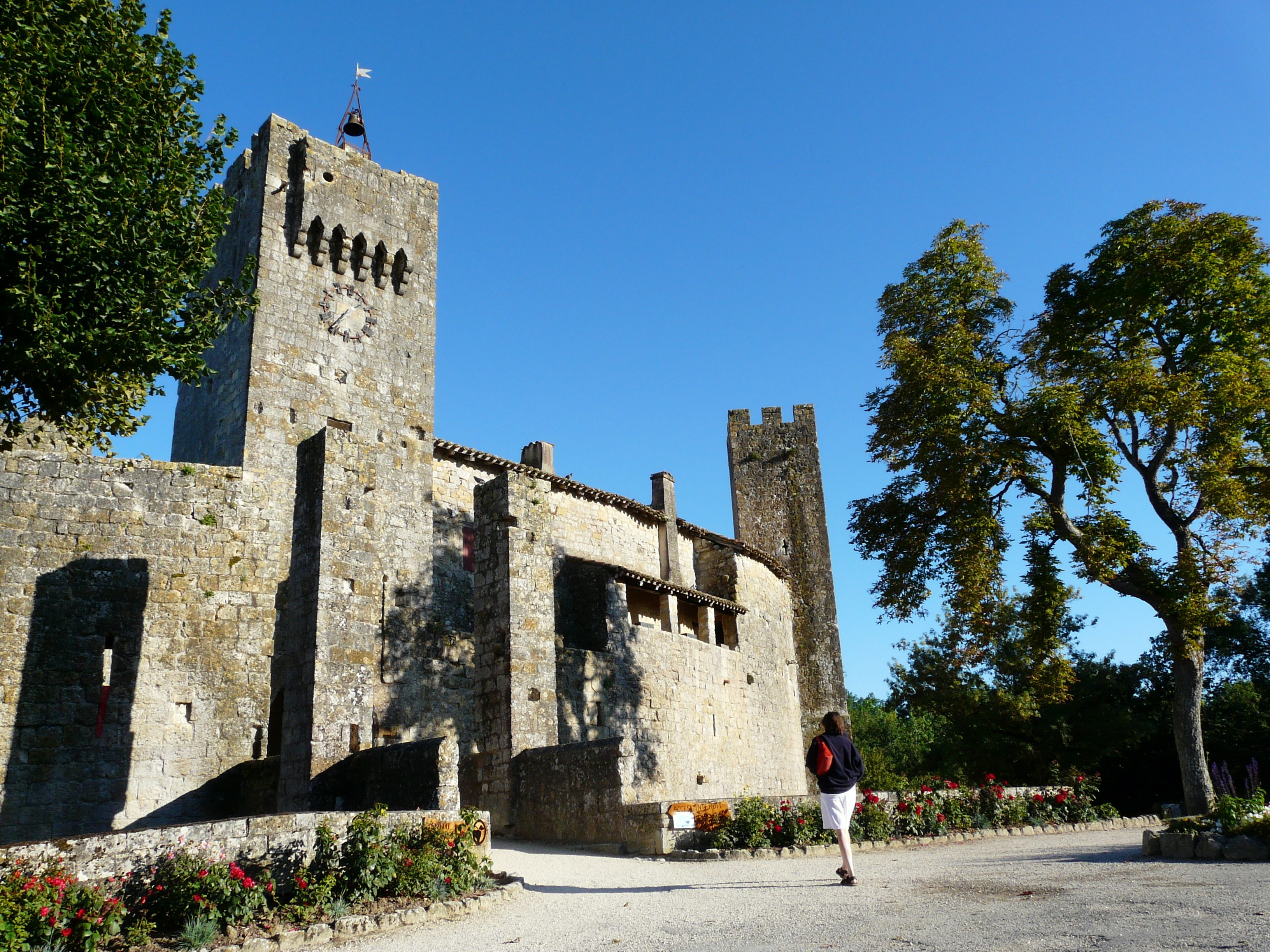
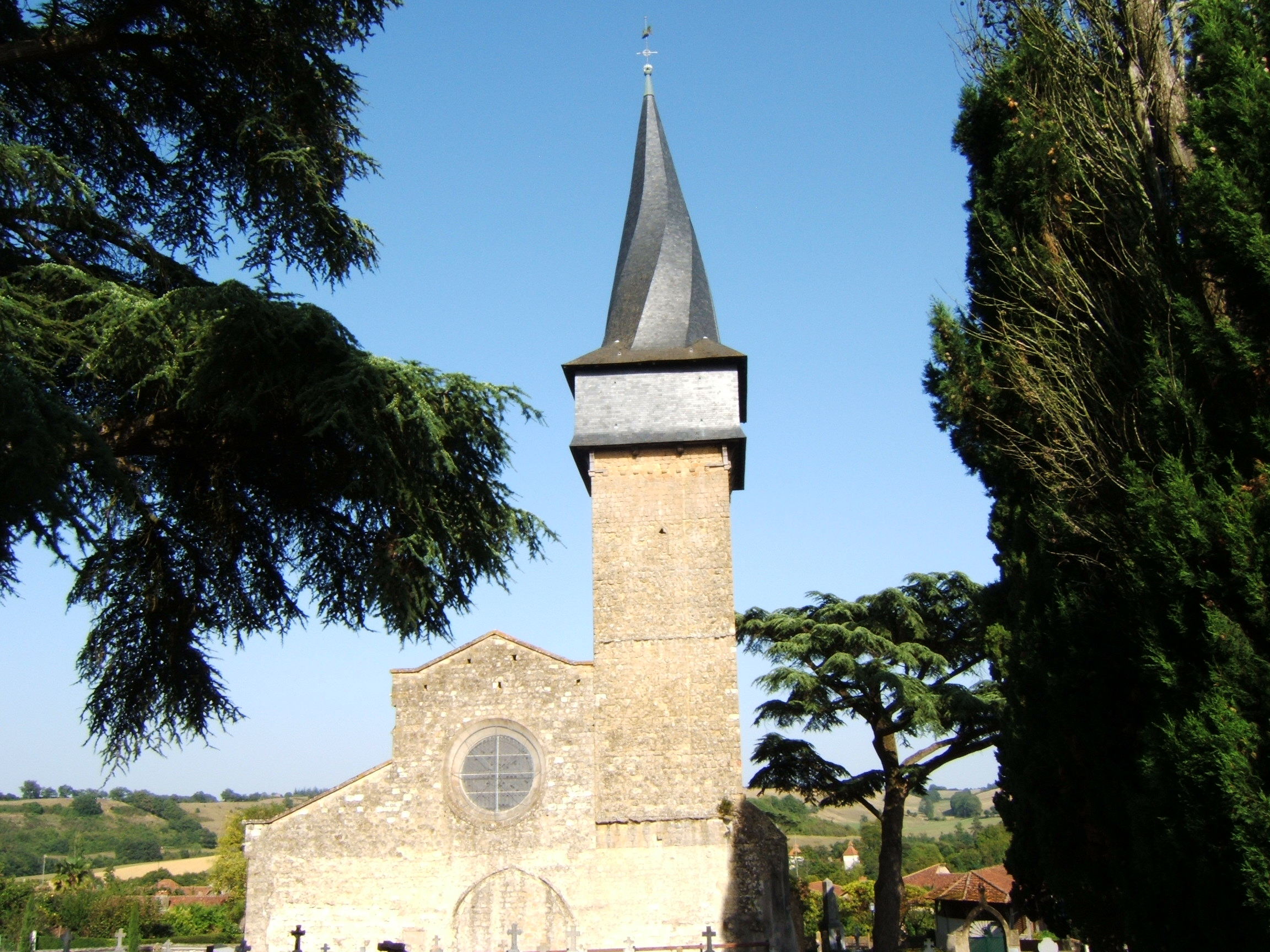
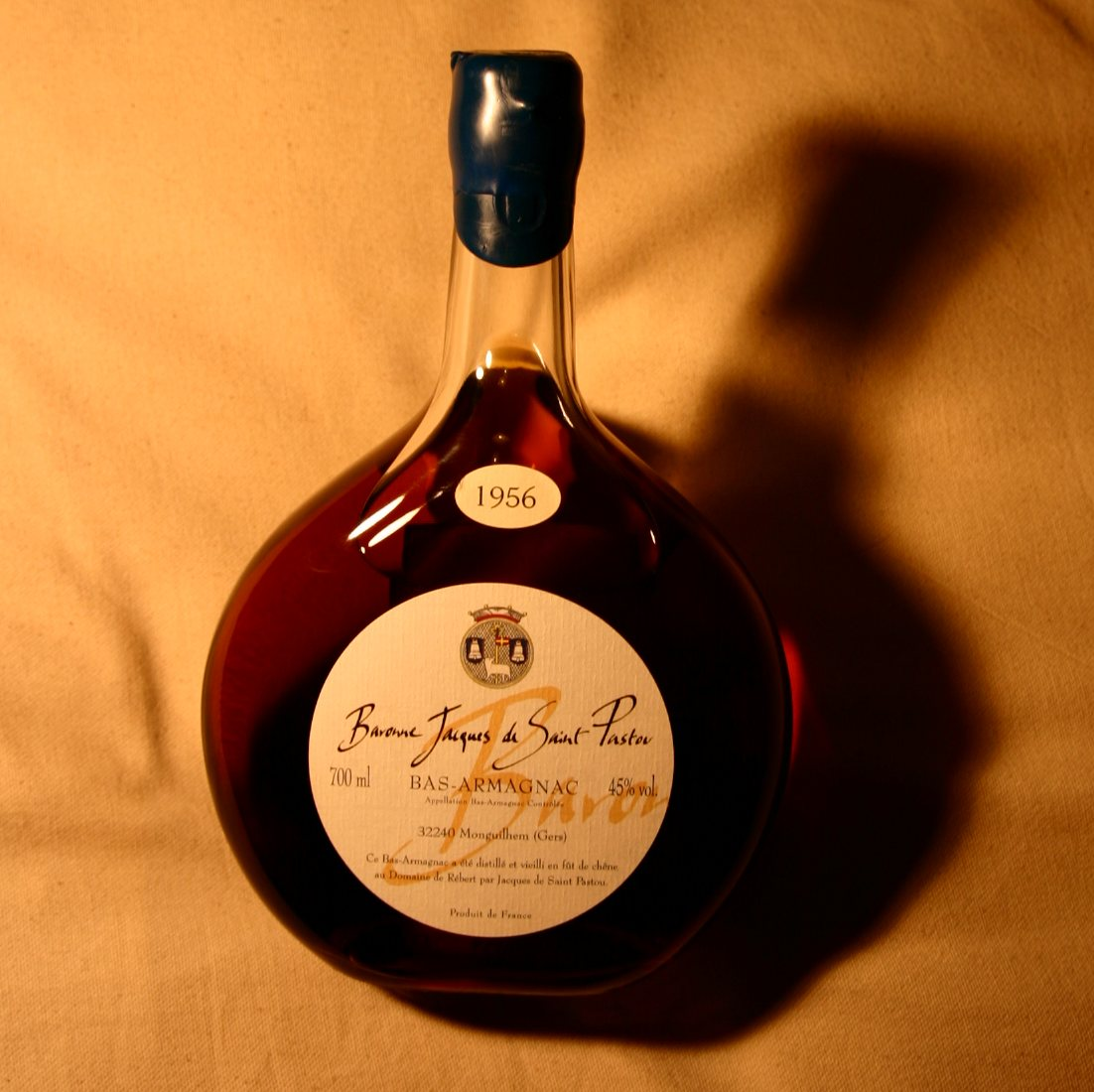
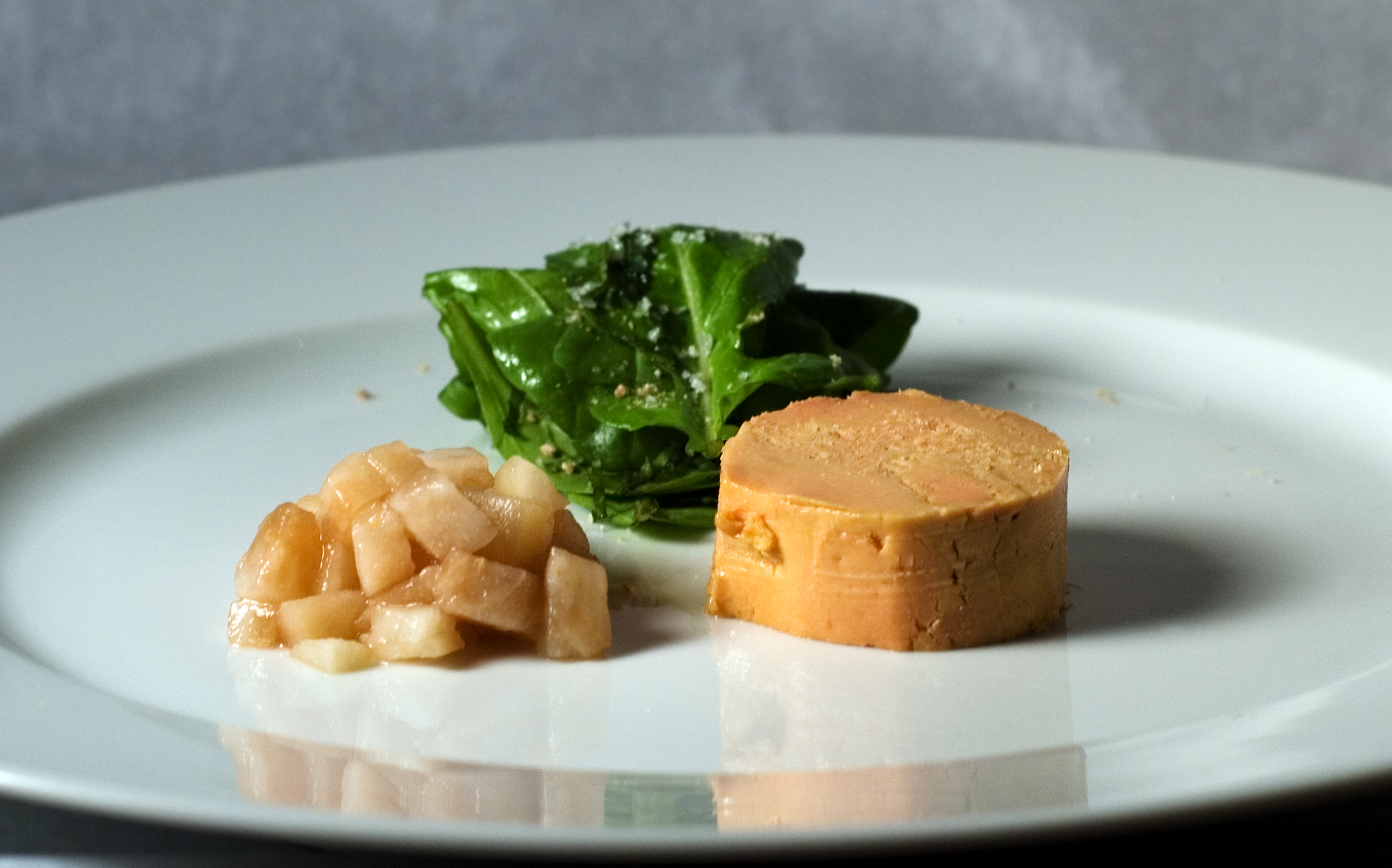